# Miasto Ogród Młociny
Miasto Ogród Młociny – dawniej samodzielna osada, obecnie w obrębie warszawskiej dzielnicy Bielany. Według Miejskiego Systemu Informacji jej dawny obszar odpowiada południowej części Młocin. Miejscowość nie figuruje w państwowym rejestrze nazw geograficznych.
Dawne Miasto Ogród Młociny zajmowało trójkąt między współczesnymi (2021) ulicami Wóycickigo, Trylogii i Anny Jagiellonki/Michaliny, w południowej części Parku Młocińskiego.

## Historia
Idea miast-ogrodów, opisana przez Ebezenera Howarda w publikacji wydanej w 1898 roku, została zaprezentowana przez niego na Międzynarodowym Kongresie Higieny i Demografii w Berlinie w 1907 roku jako propozycja powstrzymania procesu wyludnienia wsi i przepełnienia miast, będących konsekwencją rewolucji przemysłowej przełomu XIX i XX wieku. Zasadniczą treścią myśli howardowskiej było tworzenie nowego typu skupisk ludzkich na tanim terenie za miastem, funkcjonalnie rozplanowanych, tworzonych i zarządzanych przez towarzystwa spółdzielcze lub gminy, dla z góry przewidzianej liczby mieszkańców. Była to realizacja hasła: mieszkać na wsi – pracować w mieście.
W Polsce, na terenie ówczesnego zaboru rosyjskiego, w lutym 1908 roku Wydział Higieny Miast zaakceptował postulat doktora Władysława Dobrzyńskiego uchwalając decentralizację większych miast, w konsekwencji czego w 1909 roku Rada Warszawskiego Towarzystwa Higienicznego przyjęła propozycję utworzenia Delegacji do sprawy miast-ogrodów. Miała ona za zadanie powołanie towarzystwa i kooperatywy do realizacji miast-ogrodów, zapobieganie wypaczaniu idei i dążenie do reform związanych z problematyką mieszkaniową w miastach.

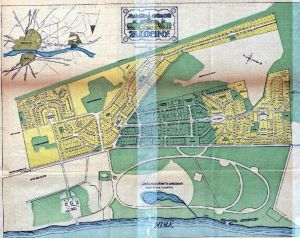
Plan Miasta - Ogrodu - Młociny 1914 r. Winieta planu przedstawia projektowany ratusz o neohistorycznych formach.

Na przełomie czerwca i lipca 1910 roku zorganizowano Wystawę Miast-Ogrodów i Przyrodniczą. Międzynarodowa wystawa, na której zaprezentowano pierwsze projekty polskie i szereg projektów m.in. z Anglii, Niemiec, Francji, spotkała się z ogromnym zainteresowaniem oraz przyczyniła się do szerokiego rozpropagowania idei zarówno w Warszawie, jak i innych polskich miastach.
Jednym z jej skutków było, w 1912 roku, utworzenie Warszawskiego Towarzystwa mieszkań stałych. Po przeprowadzonej analizie terenów wokół Warszawy wybrano Młociny, jako optymalną lokalizację spełniająca wszystkie kryteria wymagane dla realizacji miasta-ogrodu.
Młociny charakteryzowały: bliskość Warszawy, wysokie położenie terenu nad poziomem Wisły, piaszczysty grunt, otoczenie lasami sosnowymi, otwarcia widokowe, ukształtowanie terenu, położenie przy ważnym ciągu komunikacyjnym – szosie Zakroczymskiej, spokojna okolica, nie mająca cech zaniedbanych, niezdrowych przedmieść, możliwość wyposażenia terenu w wodociąg, letnie połączenie komunikacyjne Wisłą z Warszawą pozwalające korzystanie z relaksu i rozrywek, umożliwiające uprawianie sportów, a także ułatwiające kanalizację terenu.

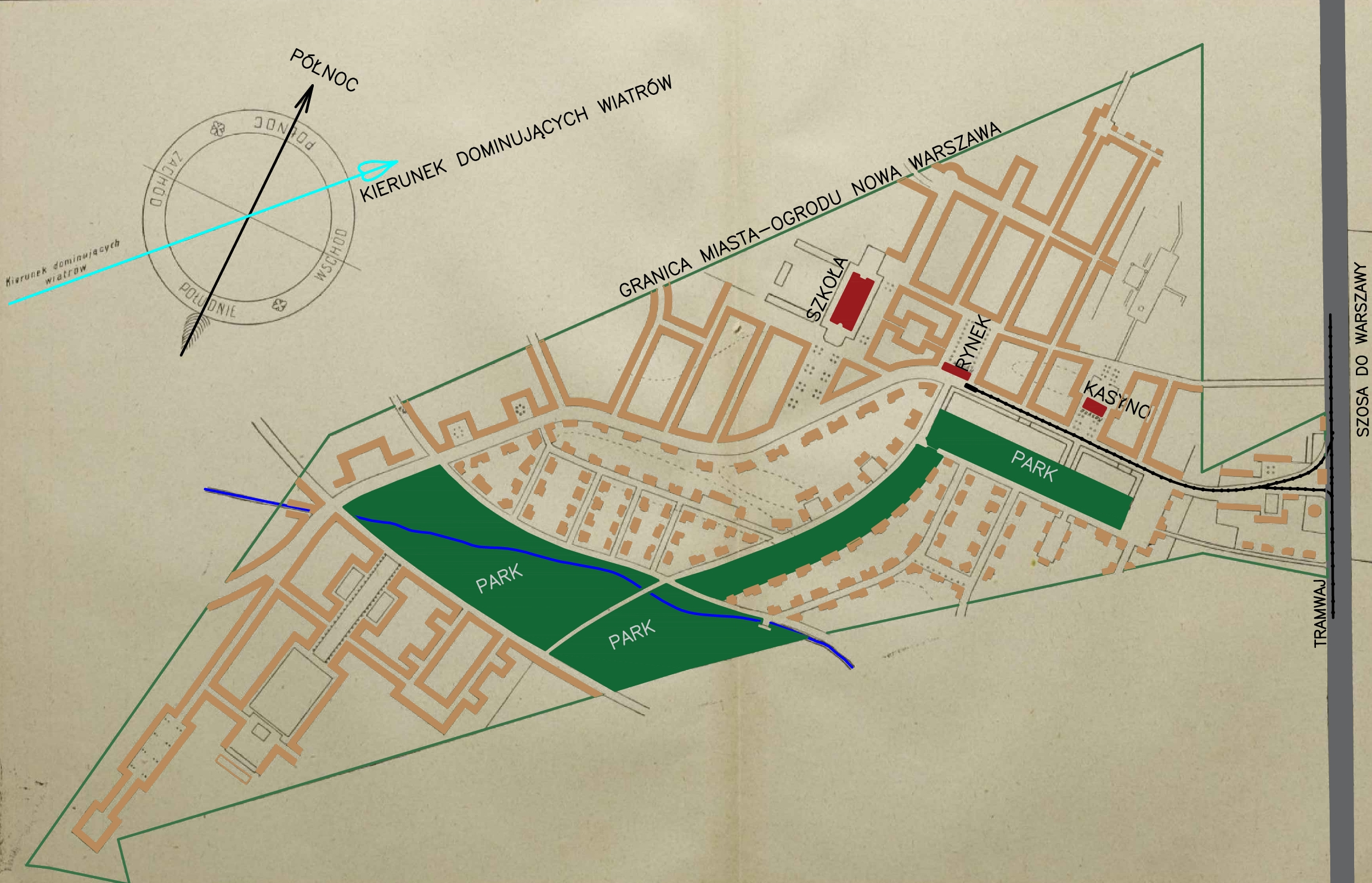
Koncepcja planu zagospodarowania Miasta Ogrodu Nowa Warszawa 1913 rok.

Pozyskano tereny i sporządzono projekty Miasta-Ogrodu Nowa Warszawa, Miasta-Ogrodu Gaj i Miasta-Ogrodu Młociny.
Miasto ogród założone w 1914 roku w gminie Młociny w powiecie warszawskim.
20 października 1933 utworzono gromadę Miasto Ogród Młociny w granicach gminy Młociny, składającą się z Miasta Ogrodu Młociny, folwarku Dobra Młociny, kolonii Nowa Warszawa, osiedla Nowa Warszawa i osiedla Warszawianka Nr. 2.
17 lutego 1936 r. Wojewoda Warszawski zatwierdził „Plan szczegółowego zabudowania części osiedla pod nazwą „Miasto-Ogród Młociny” będący w ówczesnym stanie prawnym jednoznaczny z pozwoleniem na budowę.

Szczegółowy plan projektowego zabudowania części osiedla Miasto Ogród Młociny - 1936 rok
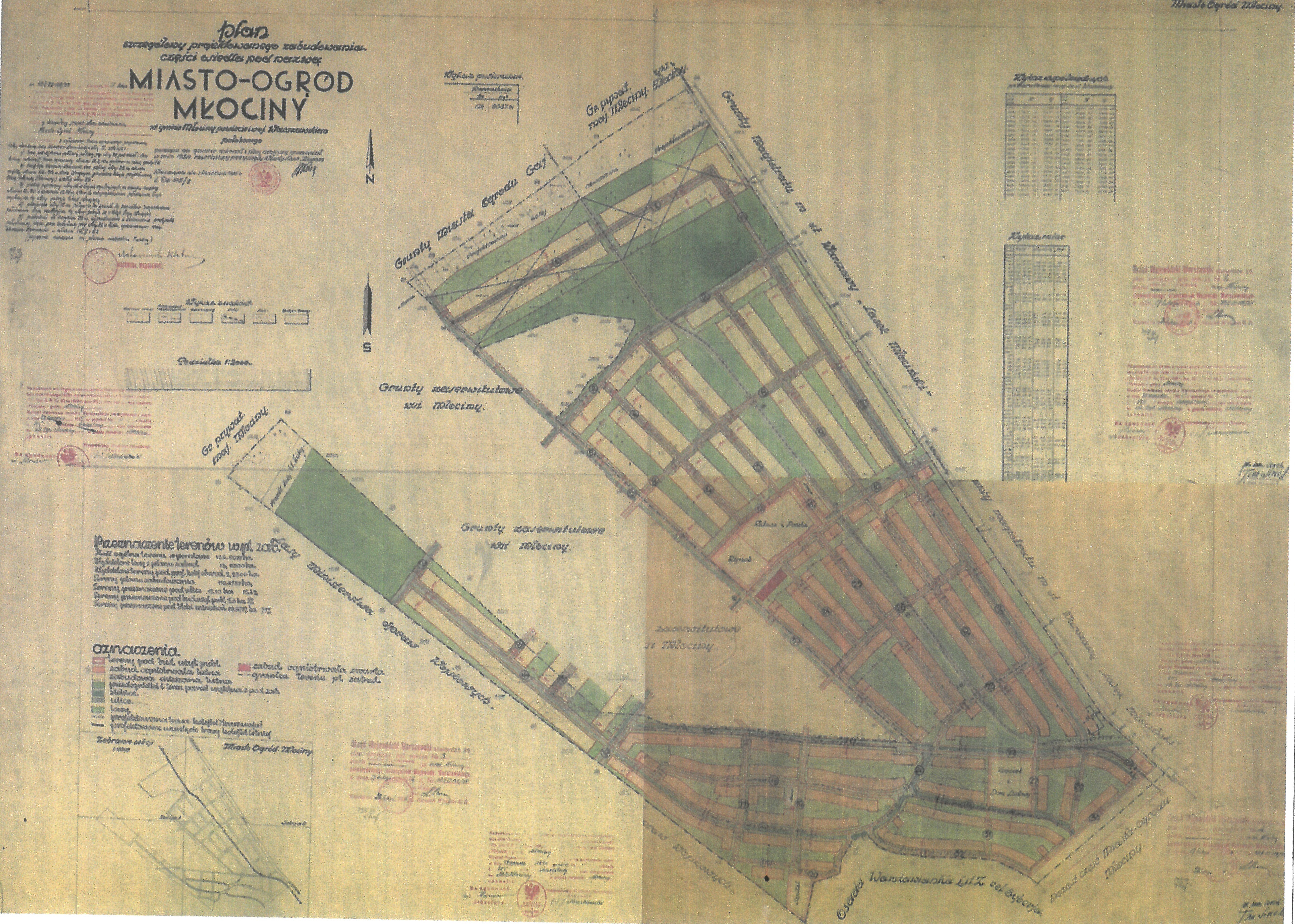
widok całości
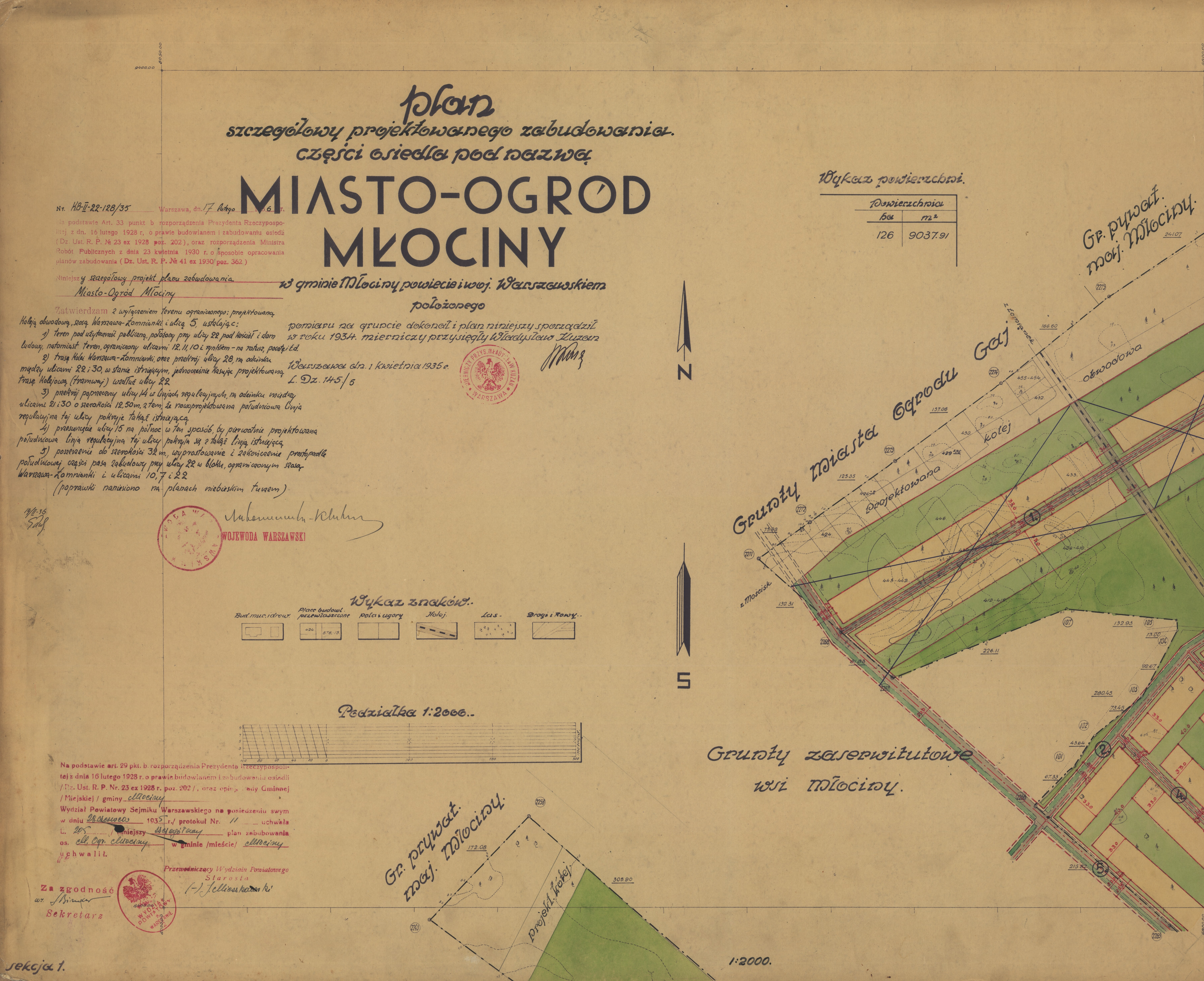
Zbliżenie na cz. 1
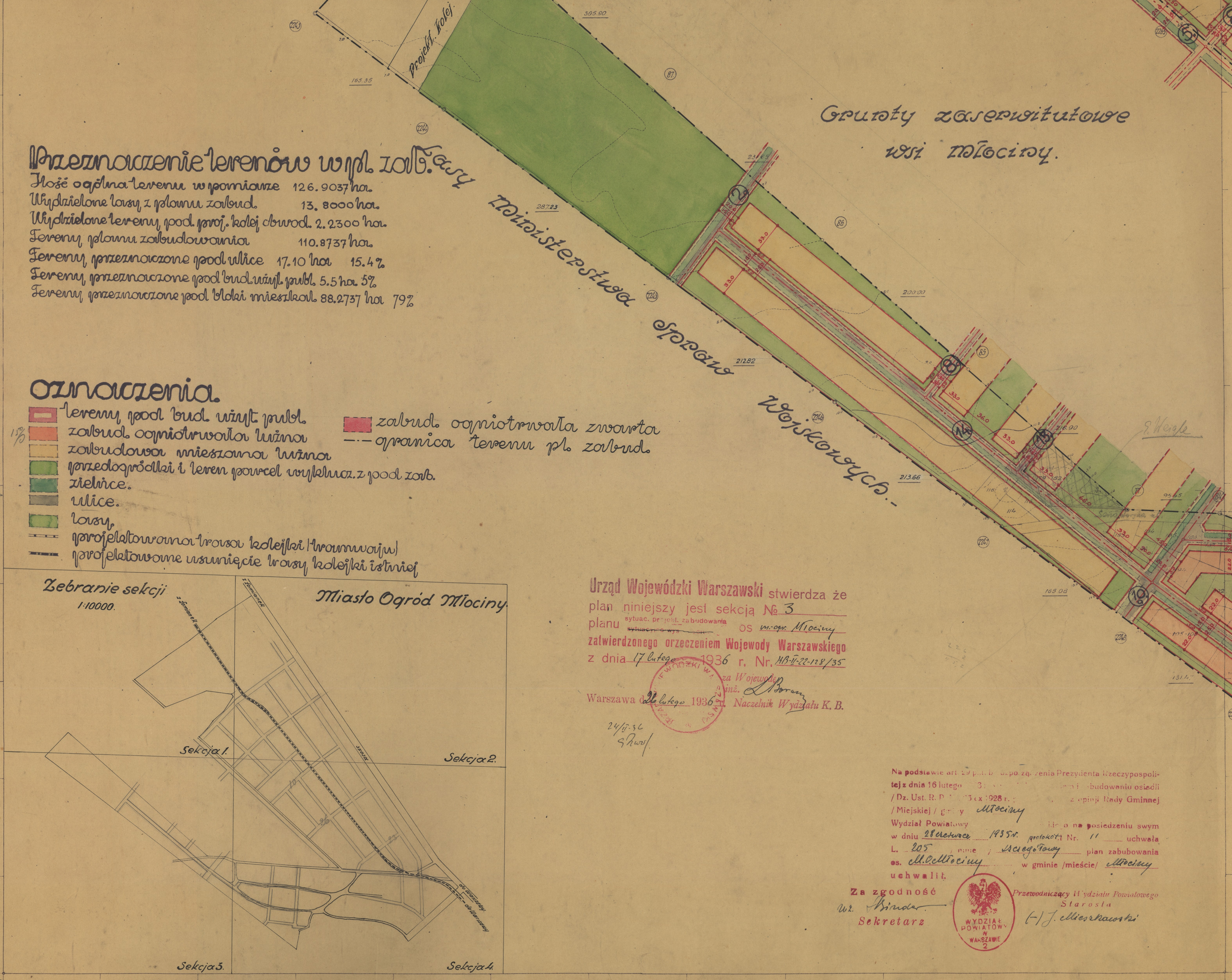
Zbliżenie na cz. 2
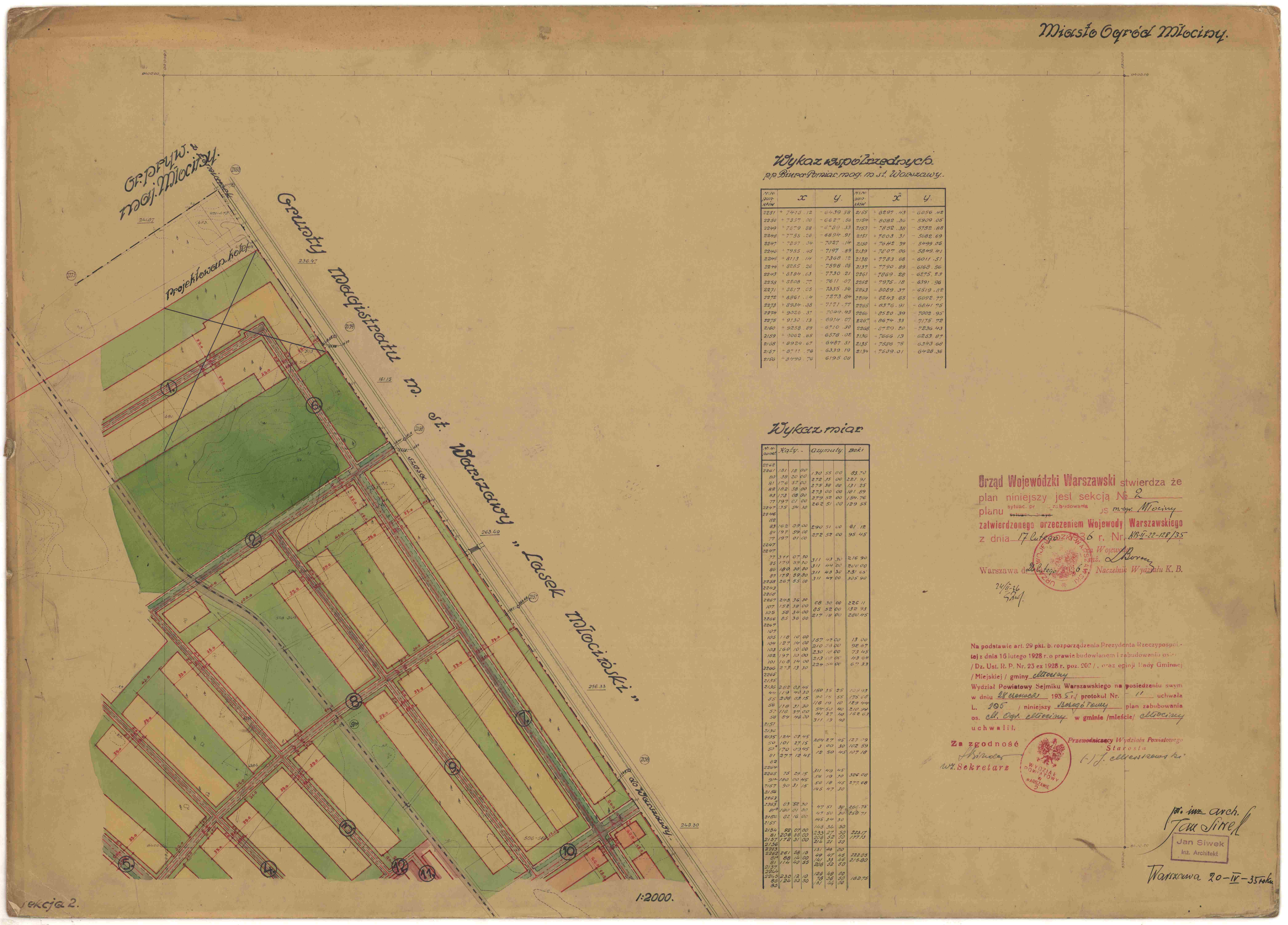
Zbliżenie na cz. 3
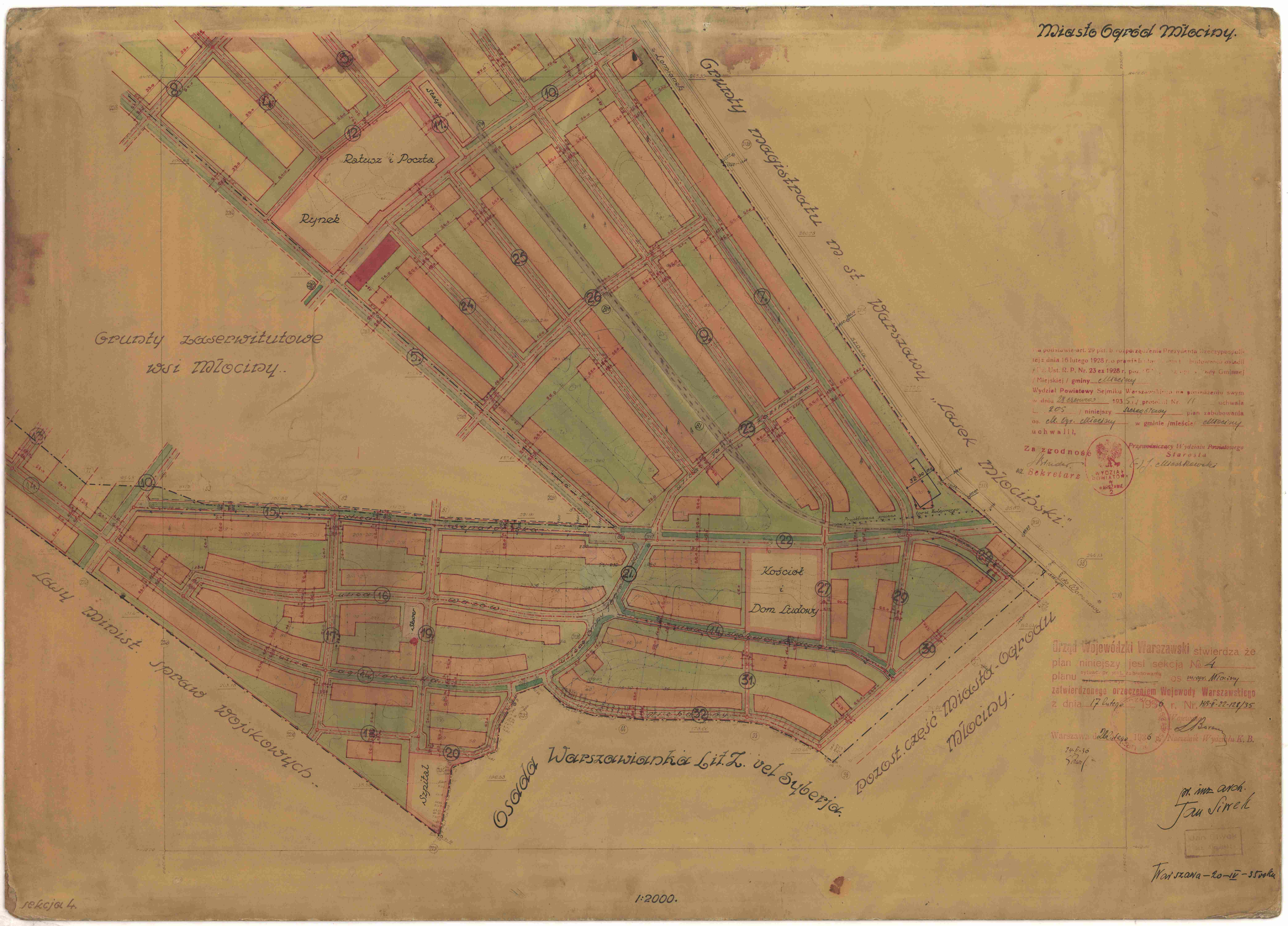
Zbliżenie na cz. 4

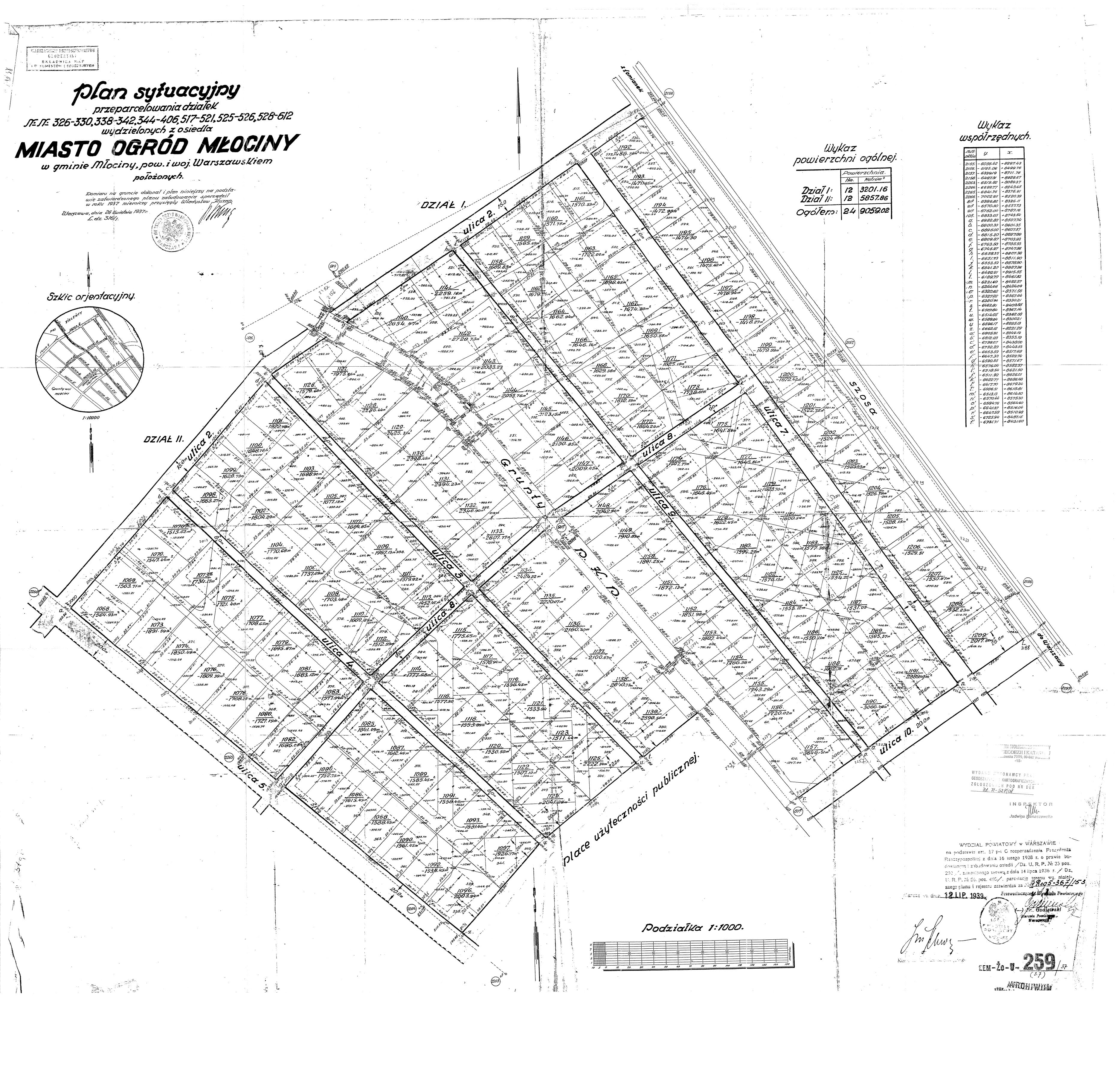
Plan sytuacyjny przeparcelowania działek No No 326-330, 338-342, 344-406, 517-521, 525-526, 528-612, wydzielonych z osiedla Miasto-Ogród Młociny położonych w gminie Młociny, pow. i woj. Warszawskim - 1939 r.

Jednocześnie 12 lipca 1939 r. Wydział Powiatowy w Warszawie zatwierdził projekt przeparcelowania części działek Miasta Ogrodu Młociny.
Zachowane do dziś plany Miasta-Ogrodu Młociny (MOM) autorstwa architekta Ignacego Miśkiewicza prezentują bogaty program funkcjonalny, w tym ratusz, teatr, kasyno, kościół, szkoły, szpital, dom dla ochotniczej straży pożarnej, hale targowe i inne. Ważnym zagadnieniem było rozwiązanie problemów wyposażenia terenu w sieć wodociągową, kanalizacyjną, elektryczną i połączenia Miasta-Ogrodu ciągami komunikacyjnymi, w tym koleją młocińską oraz projektowaną linią tramwaju elektrycznego, połączoną z Warszawą.
Przygotowano parcelację dla ok. 1000 domów mieszkalnych zlokalizowanych na działkach o wielkości 280-1000 m². Plany realizacyjne przerwała I wojna światowa oraz trudne czasy początków państwowości II RP. Prace kontynuowano w okresie międzywojennym z różnym natężeniem. Wyznaczono część ulic, wystawiono ok. trzydzieści budynków mieszkalnych i pomocniczych, tworząc osiedle Młociny-Park.
Z projektu „miasta–ogrodu” tylko część zrealizowano w okresie międzywojennym, w obrębie gminy i osady Młociny, obecnie w granicach dzielnicy Bielany miasta stołecznego Warszawa. Ten fragment wpisany został 03.01.2013 roku do Gminnej Ewidencji Zabytków pod nr 394 BIE03890 jako zabytkowy układ urbanistyczny. Według współczesnego (2021) układu drogowego granice całości przedwojennego założenia urbanistycznego stanowią ulice: Pułkowa i Pasymska/Radecka (od wschodu), Michaliny i Anny Jagiellonki (od południa), Dankowicka i Dziekanowska w obrębie obecnego Lasu Młocińskiego (od zachodu) oraz ulice Estrady i Pancerz (od północy). Od północy teren przylega także do planowanego także na początku wieku Miasta-Ogrodu Gaj i Miasta-Ogrodu Nowa Warszawa.
Podczas II wojny światowej w Generalnym Gubernatorstwie, w dystrykcie warszawskim. W 1943 Miasto Ogród Młociny (pod nazwą Młociny Park) liczyło 747 mieszkańców.
15 maja 1951 gromadę Młociny Miasto Ogród włączono do Warszawy.
Po II wojnie światowej obszar MOM objęto planami zalesieniowymi związanymi z tworzeniem strefy izolacyjnej wokół Warszawy oraz budowaną Hutą Warszawa. Działania te zrealizowano bez uzgodnienia z właścicielami gruntów oraz bez wypłaty odszkodowań z tytułu zmiany ich przeznaczenia.

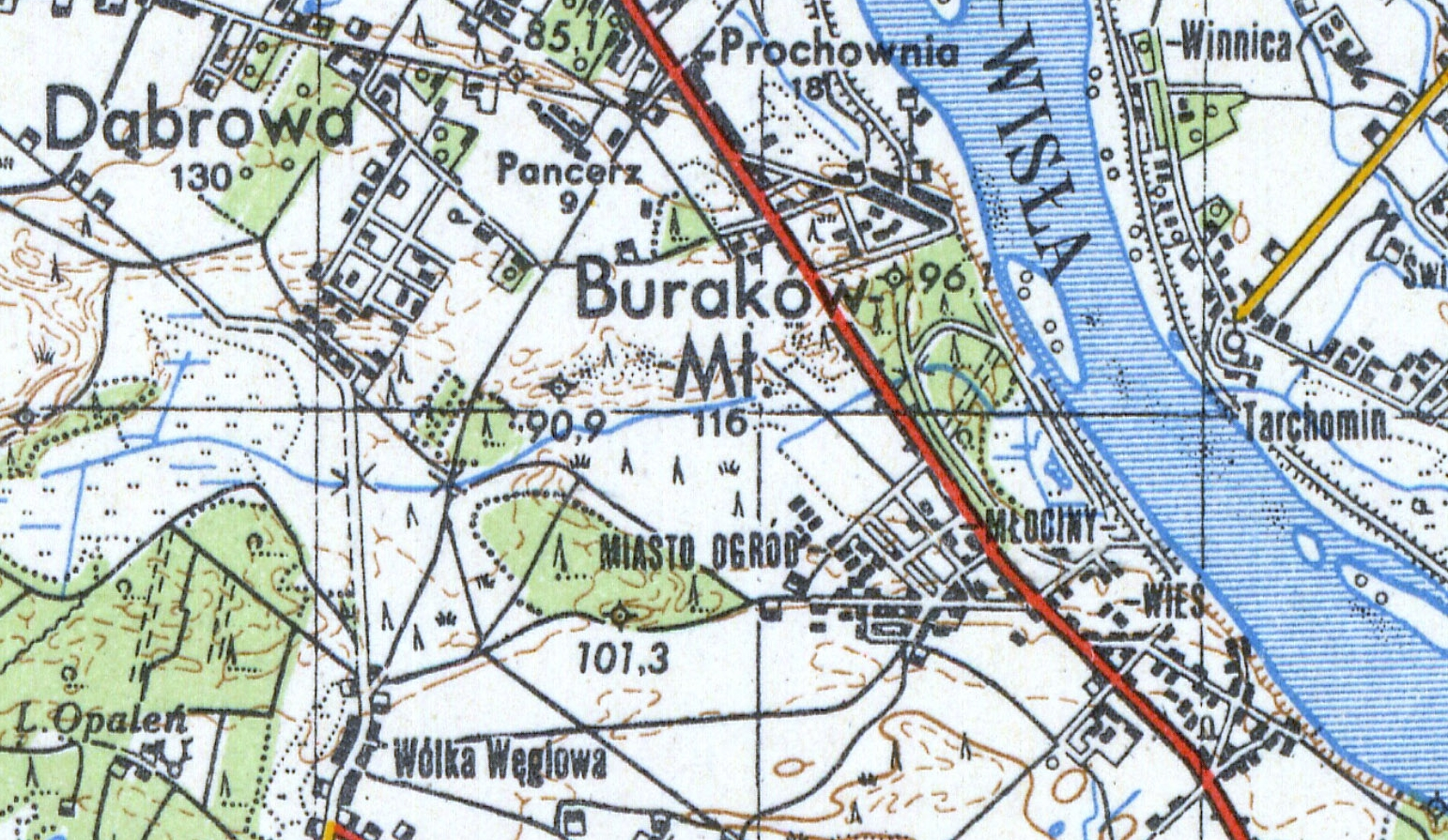
Miasto Ogród Młociny oznaczony zielonym obszarem
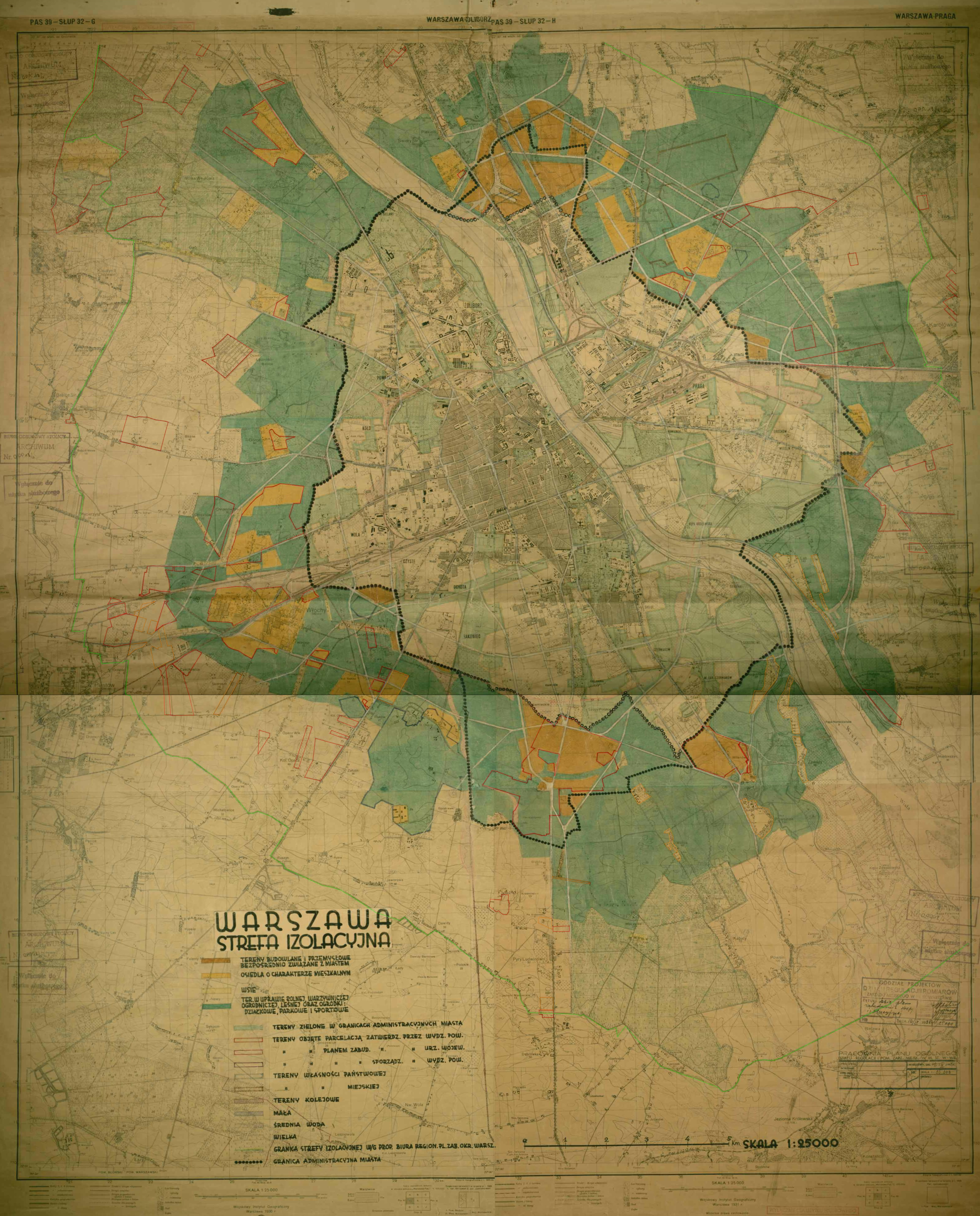
Strefa Izolacyjna Warszawy (po 1945 roku)